# Обмін принцесами (фільм)
«Обмін принцесами» (фр. L'Échange des princesses) — франко-бельгійський історичний фільм-драма 2017 року, поставлений Марком Дюгеном за однойменним романом Шанталь Тома 2013 року.

## Сюжет
1721 рік. У регента Франції, Філіппа Орлеанського, виникає смілива ідея. Його підопічний, 11-річний Людовик XV, скоро стане королем. Обмін принцесами зміцнив би крихкий мир з Іспанією, багаторічні війни з якою знекровили обидва королівства. Регент видає свою 12-річну доньку за спадкоємця престолу Іспанії, а Людовик XV повинен одружитися з іспанською інфантою, 4-річною Анною Марією Вікторією. Але поспішний вихід у світ молодих принцес, принесених у жертву політиці, стане причиною їхньої нерозсудливості…

## У ролях
| • Ламбер Вілсон       | … | Філіп V                    |
| • Анамарія Вартоломей | … | Луїза Єлизавета Орлеанська |
| • Олів'є Гурме        | … | Філіпп Орлеанський, регент |
| • Катрін Муше         | … | мадам де Вандатур          |
| • Кейсі Моттет Кляйн  | … | Дон Луїс                   |
| • Ігор ван Дессель    | … | Людовик XV                 |
| • Юліане Лепуре       | … | Маріанна Вікторія          |
| • Патрік Декам        | … | маршал де Вільруа          |
| • Тома Мустен         | … | граф де Конде              |
| • Гвендолін Гурвенек  | … | Ла Квадра                  |
| • Дідьє Совегран      | … | кардинал де Флері          |
| • Андреа Ферреоль     | … | принцеса Палатина          |
| • Майя Санса          | … | Єлизавета Фарнезе          |

## Знімальна група
- Автор сценарію — Марк Дюген, Шанталь Тома за романом Шанталь Тома «Обмін принцесами[fr]» (2013)
- Режисер-постановник — Марк Дюген[fr]
- Продюсер — Патрік Андре, Женев'єва Лемаль
- Асоційований продюсер — Шарль Жилібер
- Співпродюсер — Жульєн Лофлер, Стефан Ріссер, Фабріс Смаджа
- Оператор — Жиль Порте
- Композитор — Марк Томазі
- Монтаж — Моніка Колеман
- Художник-постановник — Патрік Дешен, Ален-Паскаль Усьо
- Художник з костюмів — Фабіо Перрон
- Підбір акторів — Домінік Шпіндель

## Нагороди та номінації
| Список нагород та номінацій | Список нагород та номінацій | Список нагород та номінацій     | Список нагород та номінацій | Список нагород та номінацій | Список нагород та номінацій |
| Кінофестиваль/Кінопремія    | Рік                         | Категорія                       | Номінант(и)                 | Результат                   | Дж                          |
| --------------------------- | --------------------------- | ------------------------------- | --------------------------- | --------------------------- | --------------------------- |
| Премія «Сезар»              | 2.03.2018                   | Найкращий фільм іноземною мовою | Обмін принцесами            | Номінація                   | [ 3 ]                       |
| Премія «Магрітт»            | 02.02.2019                  | Найперспективніший актор        | Тома Мустен                 | В очікуванні                | [ 4 ]                       |